# 蘇塞克山
66°49′S 50°58′E / 66.817°S 50.967°E
蘇塞克山（英語：Mount Soucek）是南極洲的山峰，位於恩德比地，屬於圖拉山脈的一部分，處於哈迪山和皮科克嶺之間，該山峰根據澳大利亞探險隊的空中照片被繪入地圖。